# Nicholas Farrell
Nicholas Farrell, ursprungligen Frost, född 1955 i Brentwood i Essex, är en brittisk skådespelare. Farrell är sedan 2005 gift med skådespelaren Stella Gonet.

## Filmografi i urval

### Filmer
- 1981 - Triumfens ögonblick - Aubrey Montague
- 1984 - Greystoke: Legenden om Tarzan, apornas konung - Sir Hugh Belcher
- 1994 - MacGyver: Trail to Doomsday - Paul Moran
- 1995 - Bakom kulisserna - Tom Newman
- 1995 - Othello - Montano
- 1996 - Trettondagsafton - Antonio
- 1996 - Hamlet - Horatio
- 1997 - Mordet, huset och arvet - Harry
- 1999 - Underbara människor - Dr. Mouldy
- 2001 - Pearl Harbor - skvadronbefäl
- 2002 - Bloody Sunday - Patrick McLellan
- 2003 - Den tredje vågen - Devlin
- 2006 - Driving Lessons - Robert Marshall

### TV-serier
- 1981 - Matador - Wingcommander, avsnitt 21
- 1983 - Mansfield Park
- 1984 - Juvelen i kronan - Teddy Bingham, 4 avsnitt
- 1999 - Morden i Midsomer - John Merrill, 1 avsnitt
- 1999 – Sex, Chips & Rock n' Roll - Howard Brookes
- 2008 - Ett fall för Frost - Simon Slater, 1 avsnitt
- 2009 - Tillbaka till Aidensfield - traumatiserad man, 1 avsnitt
- 2015 - Barnmorskan i East End - 1 avsnitt
- 2020 – The Crown (TV-serie) – Michael Shea, ett avsnitt